# Domingo Monagas Marrero
Domingo Monagas Marrero (Urica, Estado Anzoátegui, 4 de agosto de 1840-Municipio Chaguaramas, Estado Guárico,  2 de septiembre de 1902) fue un militar, político y estratega venezolano. Figura importante de la Revolución azul y la Revolución Libertadora.

## Primeros años
Hijo del general José Gregorio Monagas y Clara Marrero. Inicia su carrera militar durante la Guerra Federal, en los combates librados en el oriente del país.

## Revolución azul
En 1868, toma las armas a favor de la Revolución azul en contra del gobierno de Juan Crisóstomo Falcón, organizando el ejército de oriente, sin embargo entregarle el mando a su tío José Tadeo Monagas. Al triunfar la revolución, Domingo Monagas fue ministro de Hacienda y ministro de Guerra y Marina. Posteriormente fue uno de los favoritos para ser electo presidente del país, sin embargo José Tadeo Monagas se impone por sobre todos los candidatos.

La inesperada muerte del general José Tadeo Monagas, trajo inestabilidad en el nuevo régimen dividiéndose los partidarios de la revolución entre la elección de Domingo y de su primo José Ruperto Monagas (hijo de José Tadeo Monagas). La discusión acerca de esta elección tuvo como consecuencia que se formaran 2 grupos los cuales sostuvieron una ardorosa pugna por sus candidatos, a tal punto que el 12 de febrero de 1869 Domingo Monagas se retiró de su cargo de ministro de Guerra y Marina manifestando en la prensa periódica.
«...estoy de más en el poder y me retiro. El día que llegue a estorbar en la República me sepultaré en el extranjero. No llevaré jamás sobre mi conciencia el doloroso peso de haber costado al pueblo una gota de sangre...».
4 días después, renunció también a la Primera Designatura y se retiró al oriente del país.

## Liberalismo amarillo
En 1870 se une a la Revolución de Abril de Antonio Guzmán Blanco, invadiendo Maiquetía y La Guaira. Al encargarse Guzmán Blanco del gobierno, Domingo Monagas fue nombrado jefe de la Armada Nacional. Posteriormente se desempeñó como Senador por el estado Barcelona y posteriormente presidente de ese mismo estado en 1873.
En 1888, combate un alzamiento promovido por Joaquín Crespo. En 1890 es designado Presidente de la Legislatura del  Estado Bermúdez y en 1891 es electo diputado principal por dicho estado ante el Congreso de la República de Venezuela. En 1892 sale en defensa del gobierno del presidente Raimundo Andueza Palacio contra la Revolución Legalista dirigida por Joaquín Crespo. Ante los continuos fracasos militares del gobierno, Domingo Monagas, Luciano Mendoza y el general Julio F. Sarria presionan a Andueza para que renuncie, logrando su deposición. Exiliado en Trinidad a raíz del triunfo de la revolución, es amnistiado en 1895 y nombrado inspector general del Ejército en 1898.

## Últimos años
Durante la Revolución Liberal Restauradora de 1899, participa en las negociaciones que culminan con la renuncia del presidente Ignacio Andrade y la entrega del poder a Cipriano Castro. A pesar de participar en el gobierno de Castro, deside unirse a la Revolución Libertadora siendo un importante estratega para Manuel Antonio Matos. Enfermo de apendicitis muere el 2 de septiembre de 1902.